# Scherma ai XII Giochi panamericani
I Giochi Panamericani di scherma del 1995 si sono svolti a Mar del Plata, in argentina, e hanno visto lo svolgimento di 10 gare, 6 maschili e 4 femminili.

## Podi

### Uomini
| Evento      | Oro                                                                            | Argento                                                              | Bronzo                                                                               |
| Spada       |                                                                                |                                                                      |                                                                                      |
| Individuale | Carlos Pedroso                                                                 | Tamir Bloom                                                          | Paris Inostroza Iván Trevejo                                                         |
| A squadre   | Cuba Carlos Pedroso Iván Trevejo Lázaro Castro César Aguilera                  | Stati Uniti Tamir Bloom Michael Marx James O’Neill James Carpenter   | Colombia Mauricio Rivas Juan Miguel Paz Carlos Enrique Carrasquilla William González |
| Fioretto    |                                                                                |                                                                      |                                                                                      |
| Individuale | Elvis Gregory                                                                  | Rolando Tucker                                                       | Nick Bravin Leandro Marchetti                                                        |
| A squadre   | Cuba Rolando Tucker Elvis Gregory Ignacio González Oscar García                | Stati Uniti Nick Bravin Zaddick Longenbach Alan Weber Sean McClain   | Argentina Leandro Marchetti Alberto González Christian Arslanian Juan Pablo Barbosa  |
| Sciabola    |                                                                                |                                                                      |                                                                                      |
| Individuale | Peter Westbrook                                                                | Arístides Faure                                                      | Carlos Bravo Alexis Leiva                                                            |
| A squadre   | Stati Uniti Peter Westbrook Thomas Strzalkowski Michael D'Asaro John Friedberg | Cuba Arístides Faure Alexis Leiva Agustín García Pedro Pablo Cabezas | Canada Tony Plourde Jean-Marie Banos Leszek Nowosielski Maxime Soucy                 |

### Donne
| Evento      | Oro                                                            | Argento                                                                | Bronzo                                                                            |
| Spada       |                                                                |                                                                        |                                                                                   |
| Individuale | Leslie Marx                                                    | Milagros Palma                                                         | Yolitzin Martínez Yurina Suárez                                                   |
| A squadre   | Stati Uniti Leslie Marx Margo Miller Rachel Hough Donna Stone  | Cuba Milagros Palma Yurina Suárez Mirayda García Zuleydis Ortíz        | Canada Sherraine Schalm Maureen Griffin Heather Landymore Marie-Françoise Hervieu |
| Fioretto    |                                                                |                                                                        |                                                                                   |
| Individuale | Ann Marsh                                                      | Idorys Díaz                                                            | Bárbara Hernández Felicia Zimmermann                                              |
| A squadre   | Cuba Idorys Díaz Bárbara Hernández Migsey Dusú Caridad Estrada | Stati Uniti Ann Marsh Felicia Zimmermann Olga Chernyak Monique deBruin | Argentina Alejandra Carbone Sandra Giancola Dolores Pampin Yanina Iannuzzi        |

## Medagliere
| #      | Nazione     | Oro | Argento | Bronzo | Totale |
| ------ | ----------- | --- | ------- | ------ | ------ |
| 1      | Cuba        | 5   | 6       | 4      | 15     |
| 2      | Stati Uniti | 5   | 4       | 2      | 11     |
| 3      | Argentina   | 0   | 0       | 3      | 3      |
| 4      | Canada      | 0   | 0       | 2      | 2      |
| 5      | Messico     | 0   | 0       | 1      | 1      |
| 5      | Cile        | 0   | 0       | 1      | 1      |
| 5      | Colombia    | 0   | 0       | 1      | 1      |
| 5      | Venezuela   | 0   | 0       | 1      | 1      |
| Totale | Totale      | 10  | 10      | 15     | 35     |